# Gorzów Wielkopolski
Gorzów Wielkopolski (conosciuta anche come Gorzów, in tedesco Landsberg an der Warthe) è una città polacca occidentale, sul fiume Warta, con 115309 abitanti nel 2019. Dal 1999 è una delle due capitali del voivodato di Lubusz (l'altra è Zielona Góra), mentre dal 1975 al 1998, quando era in vigore la vecchia suddivisione in voivodati, era capitale del voivodato di Gorzów Wielkopolski.

## Storia

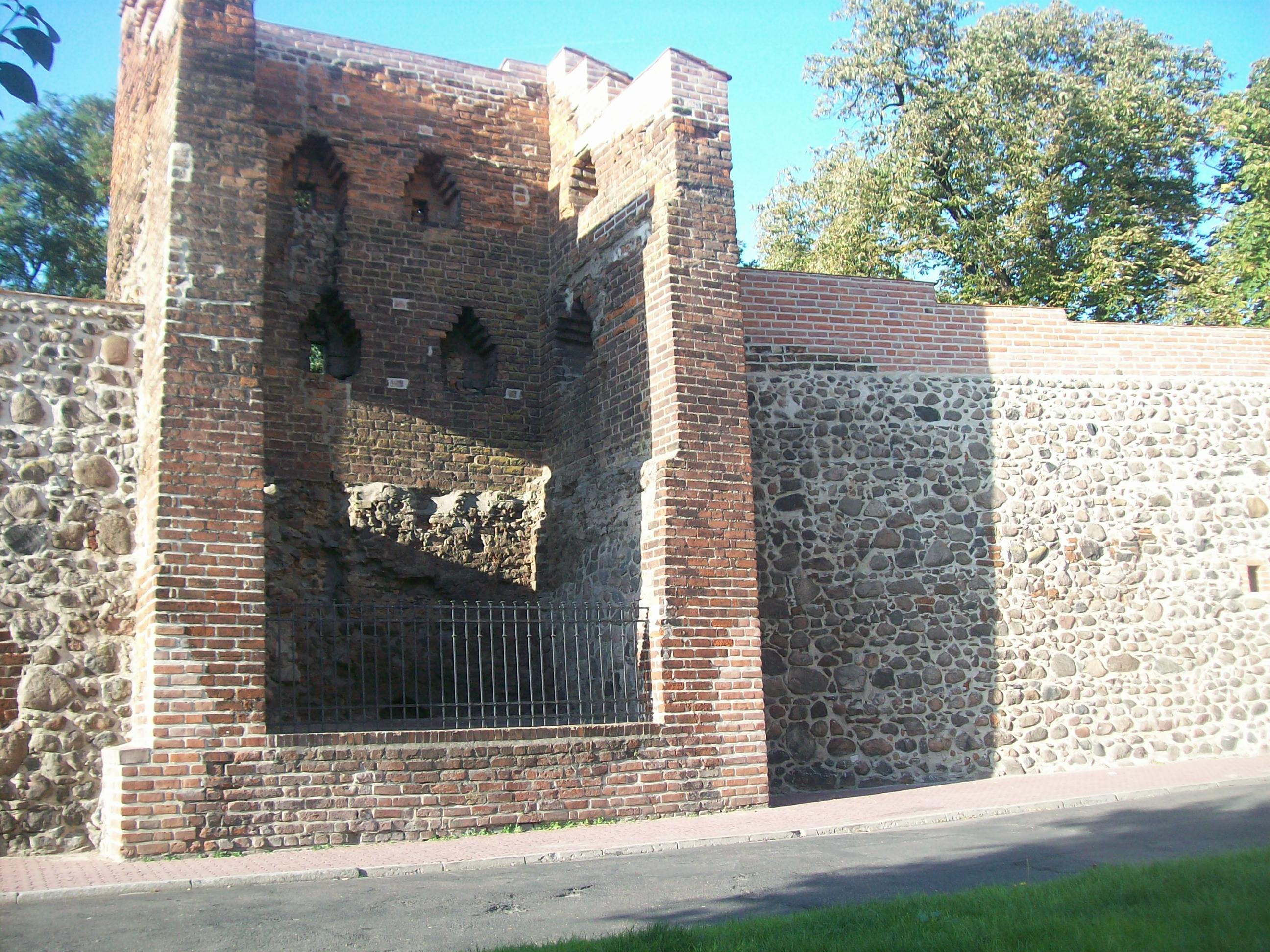
Mura medievali

Nel Medioevo, il territorio apparteneva alla Polonia durante la dinastia dei Piast. La città fu fondata nel XIII secolo, pochi anni dopo l'annessione dell'area da parte della Marca di Brandeburgo come città sul nuovo confine polacco-brandeburghese. Nel 1329, il luogo della firma di un trattato di pace tra la Polonia e il Brandeburgo. Dal 1373 al 1402 sotto il dominio ceco. Nel 1402 furono condotte trattative di successo sul ritorno della città nel Regno di Polonia (l'offerta d'acquisto polacca fu accettata), ma il re ceco Sigismondo si ritirò dal contratto all'ultimo minuto. Dal 1701 parte del Regno di Prussia, e dal 1871 in Germania, con il nome di Landsberg an der Warthe.
All'inizio del 1945, la città fu pesantemente danneggiata dalla battaglia tra la Wehrmacht e l'Armata Rossa. Dopo la fine della guerra, la città fu assegnata alla Polonia; di conseguenza si completò lo spostamento di quasi tutta la popolazione in Germania, già iniziato a gennaio 1945 all'approssimarsi delle truppe sovietiche.

## Monumenti e luoghi d'interesse
- Cattedrale dell'Assunzione della Beata Vergine Maria (Katedra Wniebowzięcia Najświętszej Maryi Panny), gotico
- Mura medievali
- Chiesa dell'Esaltazione della Santa Croce (Kościół Podwyższenia Krzyża Świętego), neogotico
- Chiesa dell'Immacolata Concezione (Kościół Niepokalanego Poczęcia Najświętszej Maryi Panny), neogotico
- Granaio, ora un museo
- Teatro Juliusz Osterwa (Teatr im. Juliusza Osterwy w Gorzowie Wielkopolskim)
- Museo di Lubusz (Muzeum Lubuskie) con un parco
- Ufficio postale polacco
- Palazzo dei matrimoni (Pałac Ślubów) con giardino
- Chiesa di Sant'Antonio di Padova e San Stanislao Kostka (Kościół św. Antoniego Padewskiego i św. Stanisława Kostki), la chiesa bianca (Biały kościół)
- Palazzo del vescovo (Pałac biskupi)
- Cassa comunale di risparmio (Miejska Kasa Oszczędności)
- Casa dei poveri (Dom Ubogich)
- Ex orfanotrofio
- Ex municipio (Ratusz)
- Monastero degli Oblati
- Szkoła Podstawowa nr 1 (scuola elementare)
- II Liceum Ogólnokształcące (liceo)
- Chiesa di Cristo Re (Kościół Chrystusa Króla)
- Corte di appello del governo locale (Samorządowe Kolegium Odwoławcze)
- Vecchie case

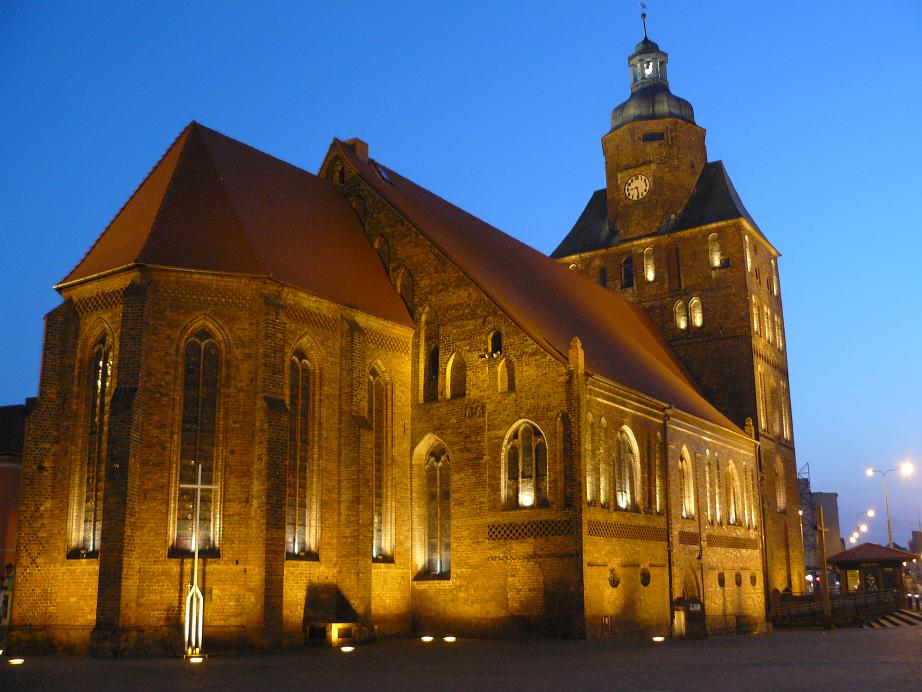
Cattedrale di Gorzów Wielkopolski
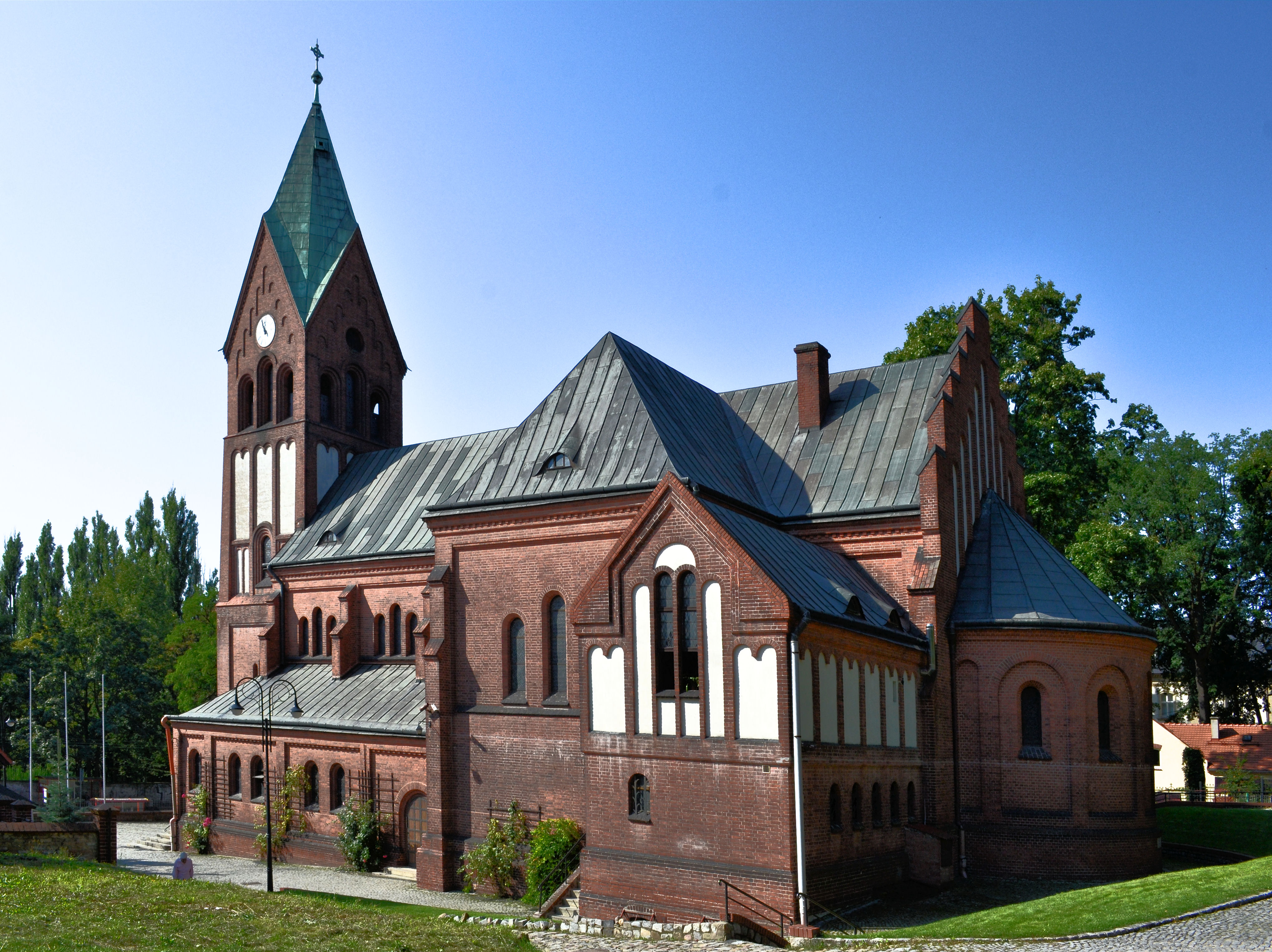
Chiesa dell'Esaltazione della Santa Croce
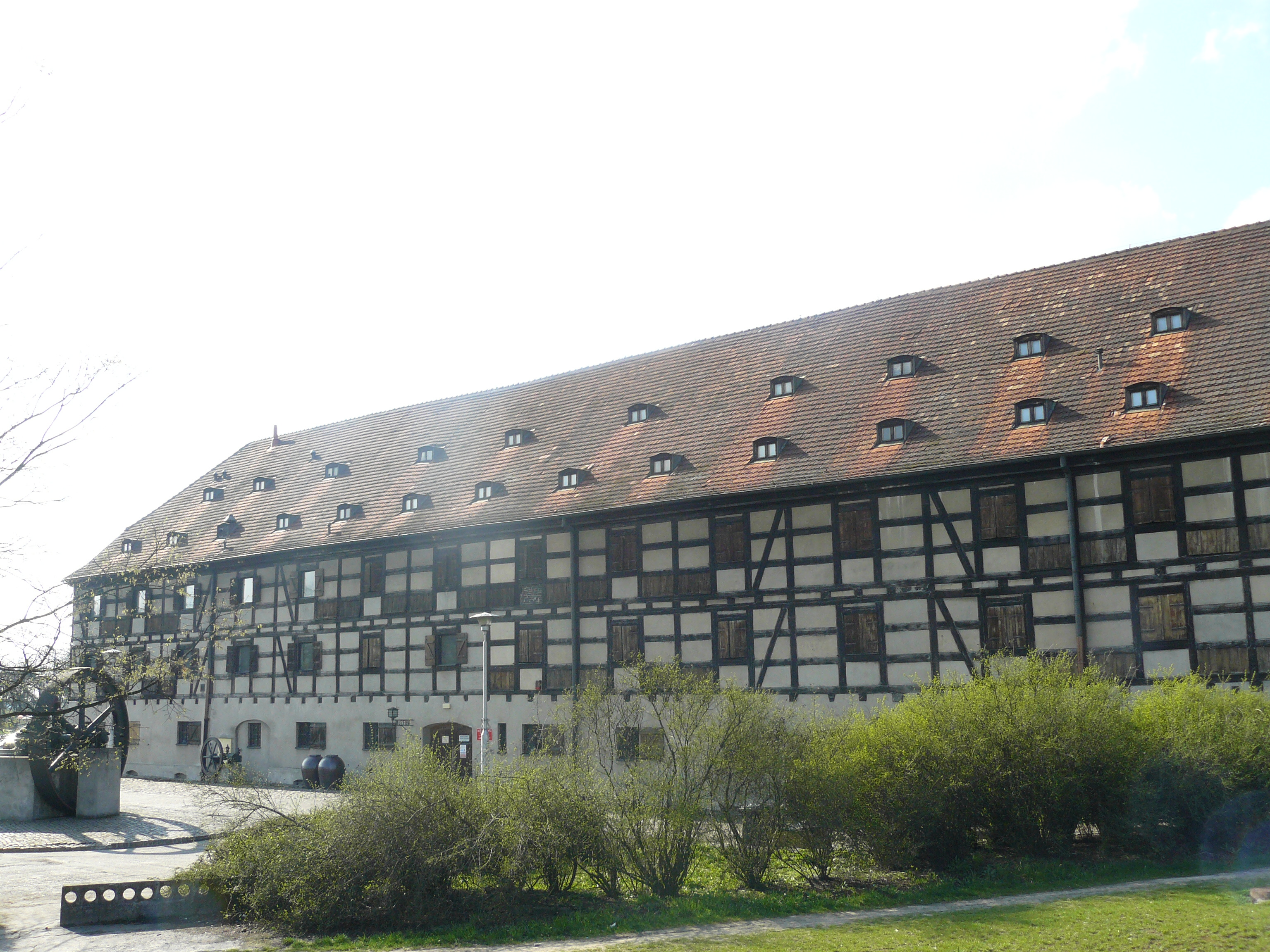
Granaio
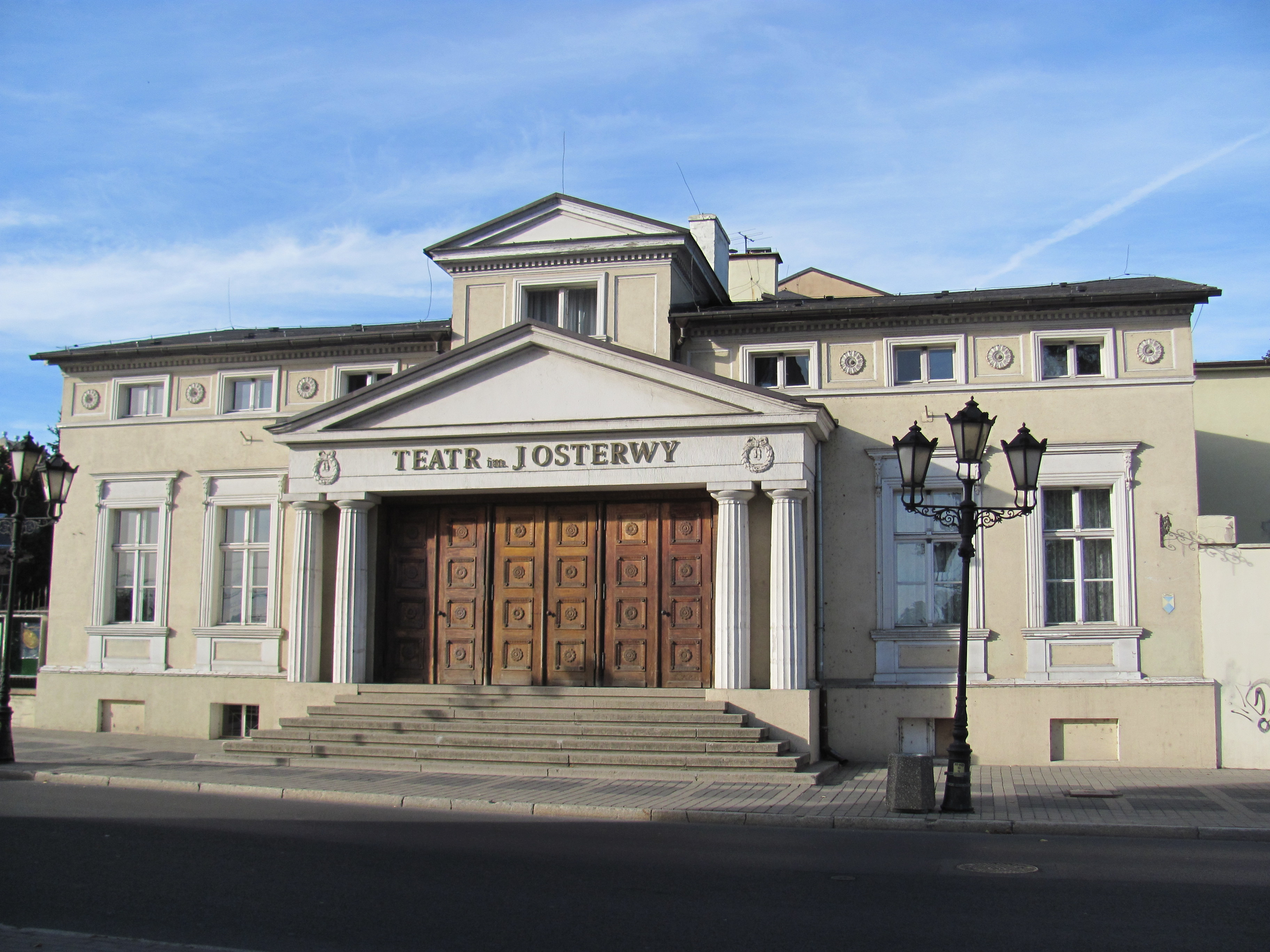
Teatro Juliusz Osterwa
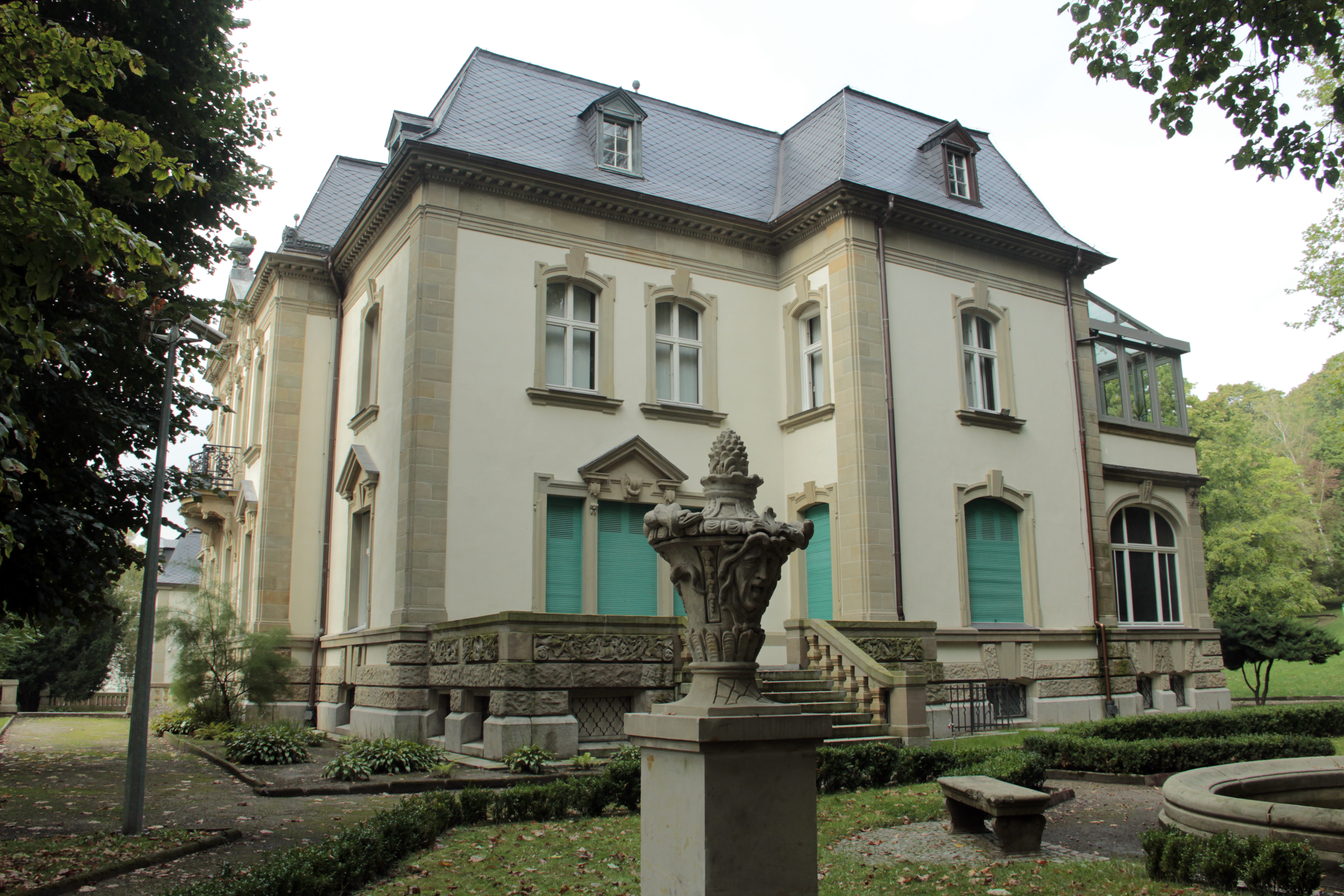
Museo di Lubusz e parco
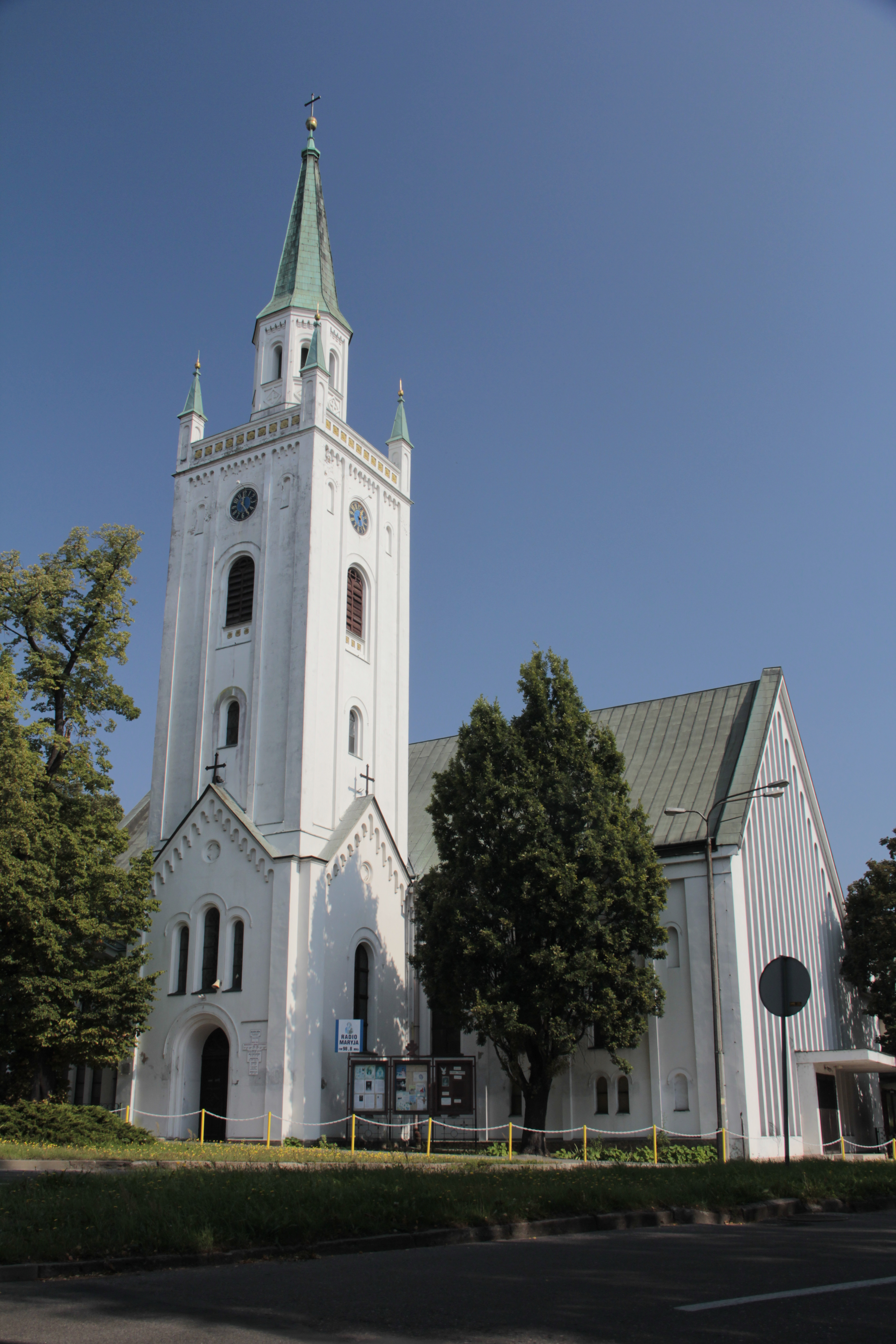
Chiesa di Sant'Antonio di Padova
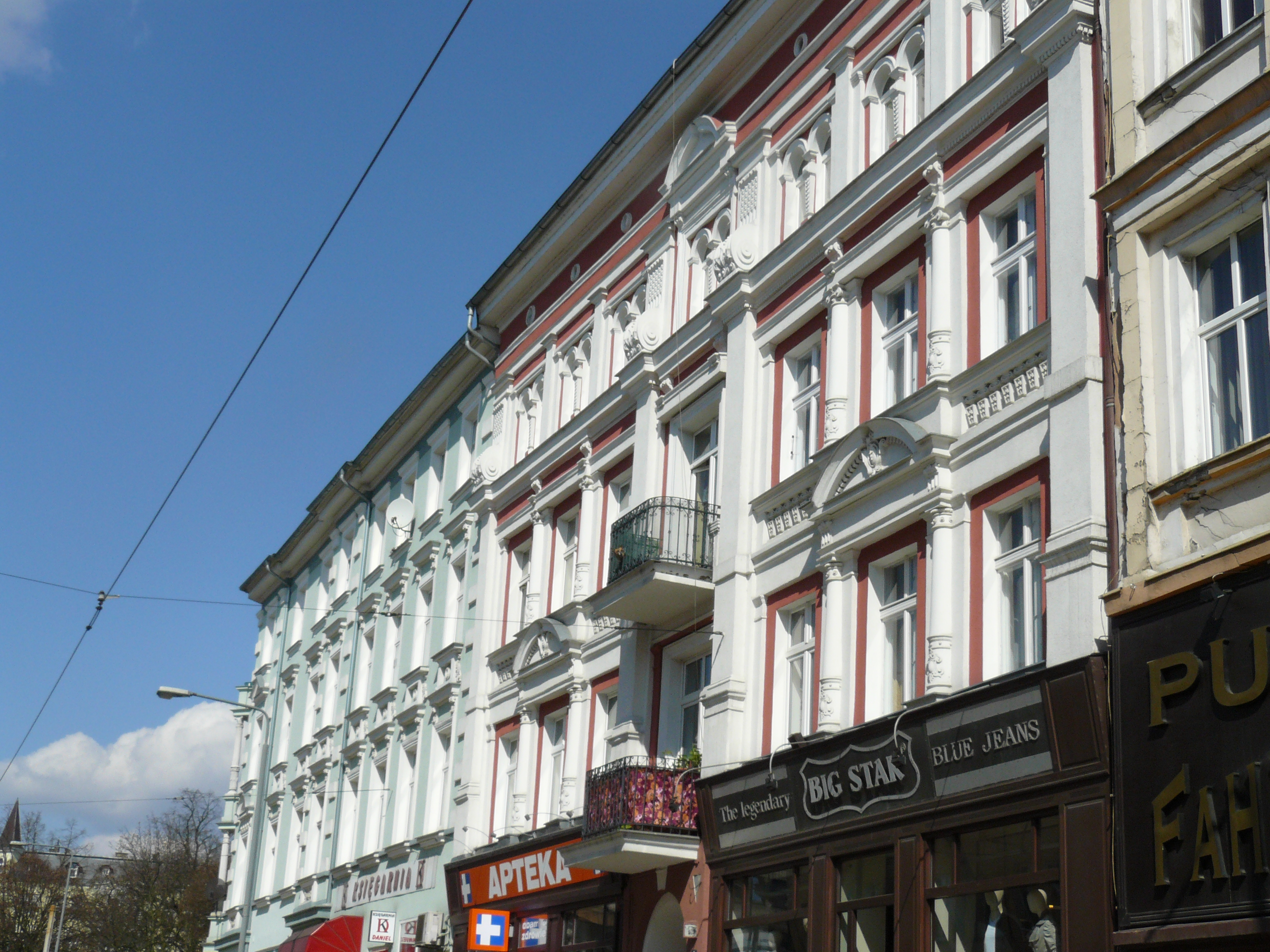
Vecchie case

## Università e college

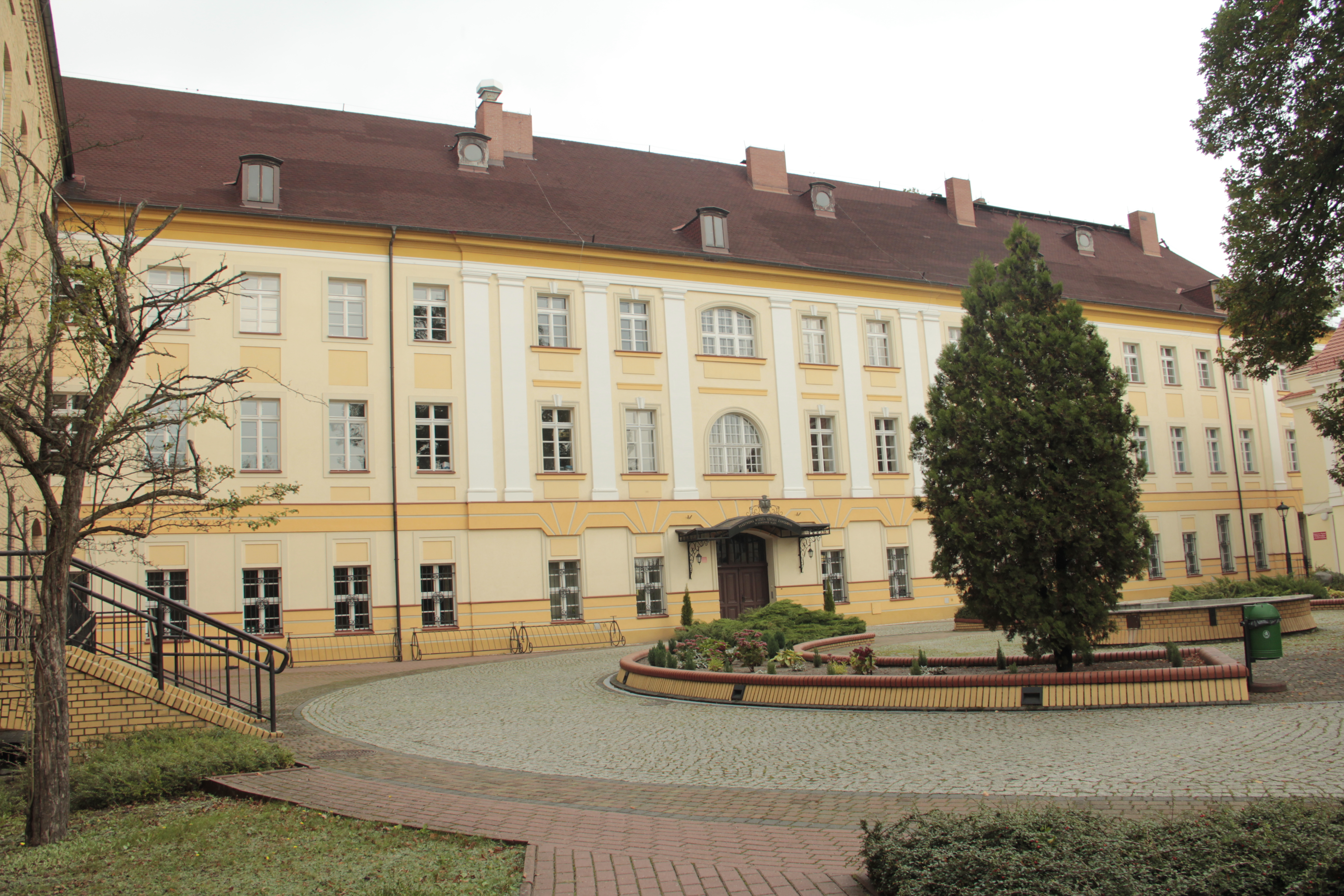
Państwowa Wyższa Szkoła Zawodowa

- Państwowa Wyższa Szkoła Zawodowa w Gorzowie Wlkp.
- Poznan University School of Physical Education - Facoltà di Educazione Fisica a Gorzów Wielkopolski
- College of English in Gorzów Wielkopolski
- Wyzsza Szkola Biznesu w Gorzowie Wlkp.
- Wyzsza Informatyczna Szkola Zawodowa w Gorzowie Wlkp.
- Università di Poznan di Scienze Mediche - Centro di Insegnamento Universitario di Gorzów Wielkopolski

## Sport

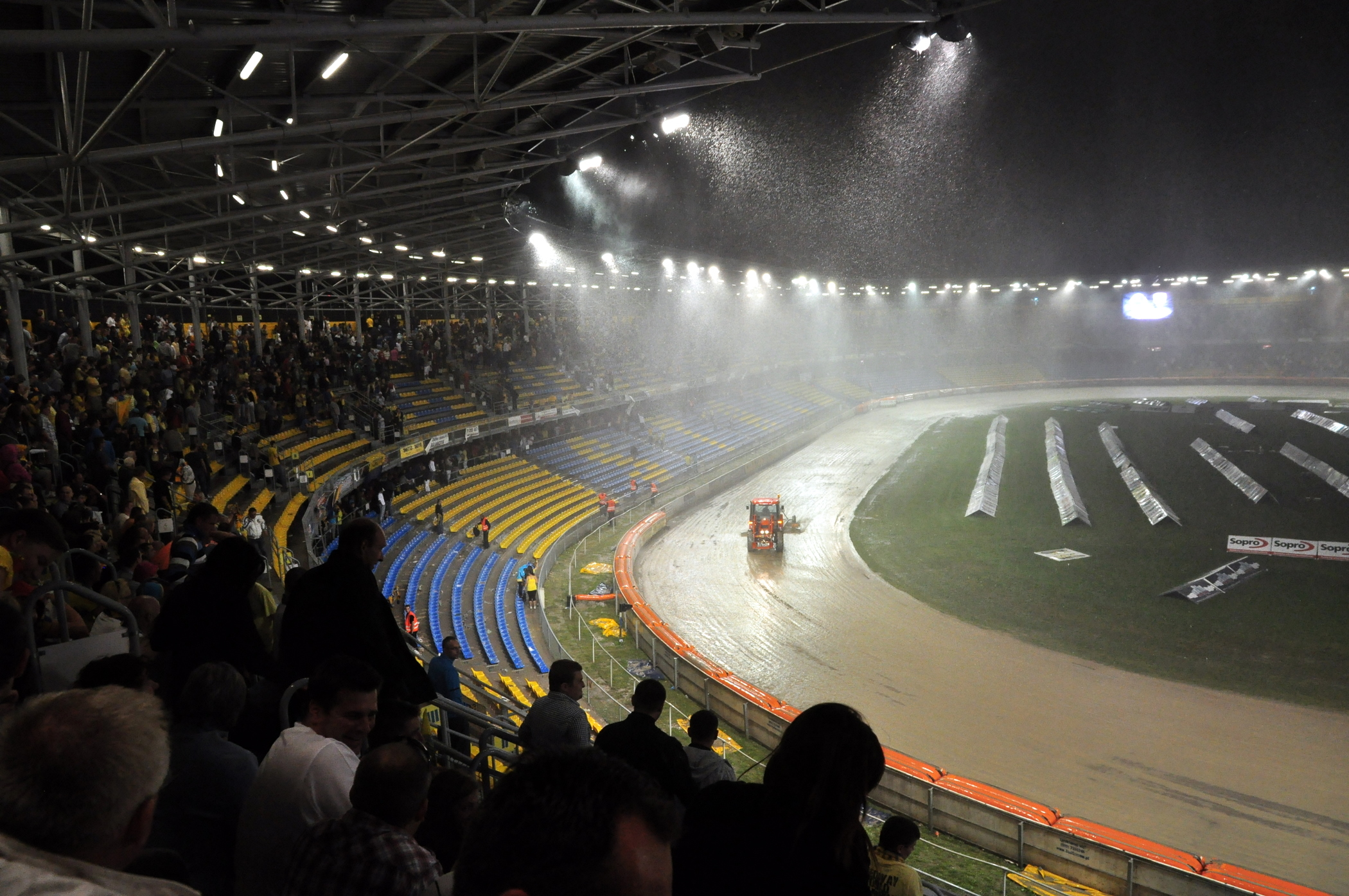
Stadion im. Edwarda Jancarza

### Impianti sportivi
- Stadion im. Edwarda Jancarza

### Società sportive
Il club sportivo più famoso della città è Stal Gorzów Wielkopolski, un campione polacco multiplo in speedway. Le due squadre di calcio più importanti sono Stilon e Warta. Altri club sono AZS PWSZ Gorzów Wielkopolski (squadra di basket femminile, ha vinto la serie A nella stagione 2003/2004 e sarà promossa nella Lega Sharp Torell Basket) e Grizzlies Gorzów Wielkopolski (squadra di football americano).

## Politica

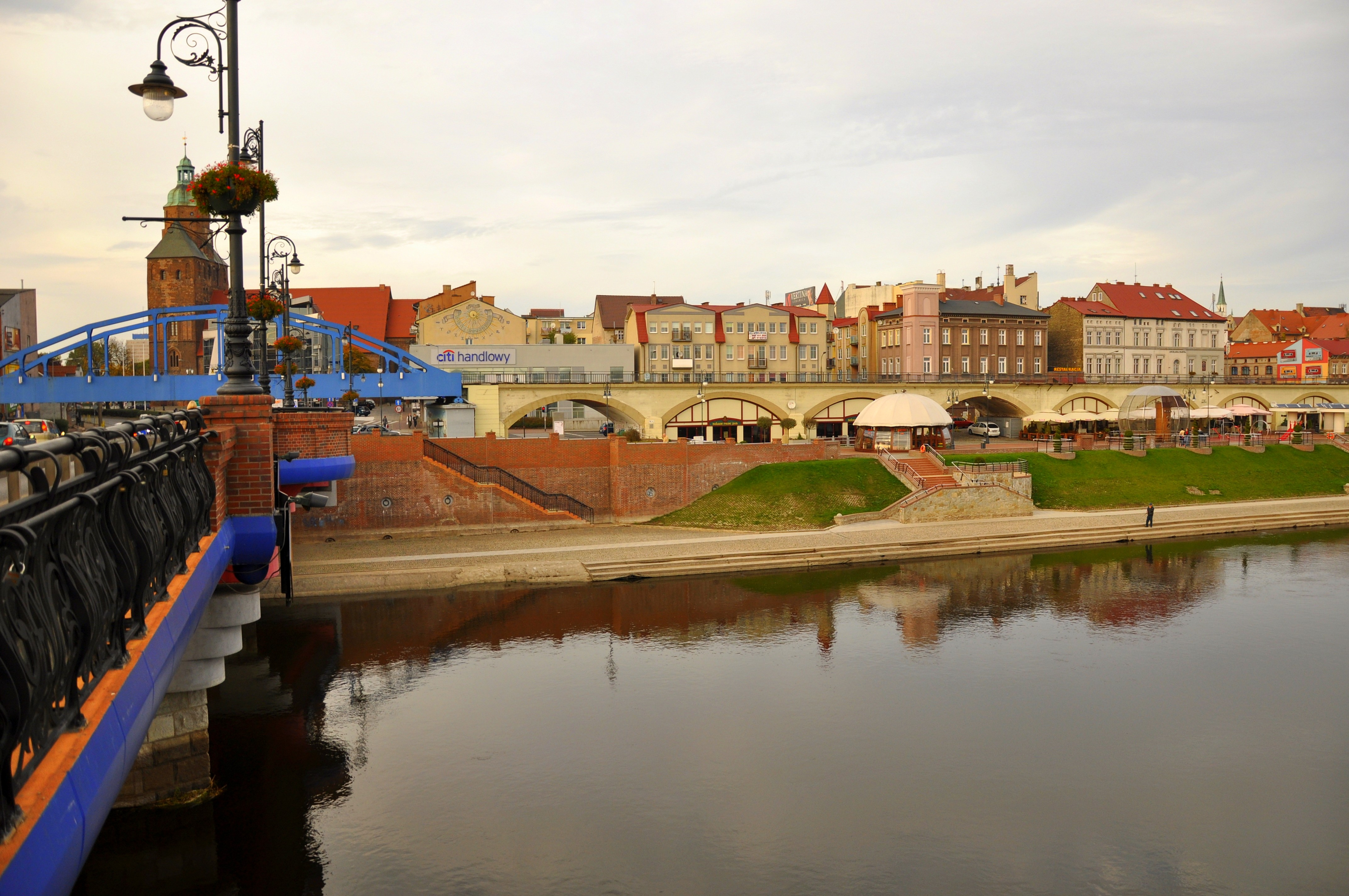
Bulwar Nadwarciański

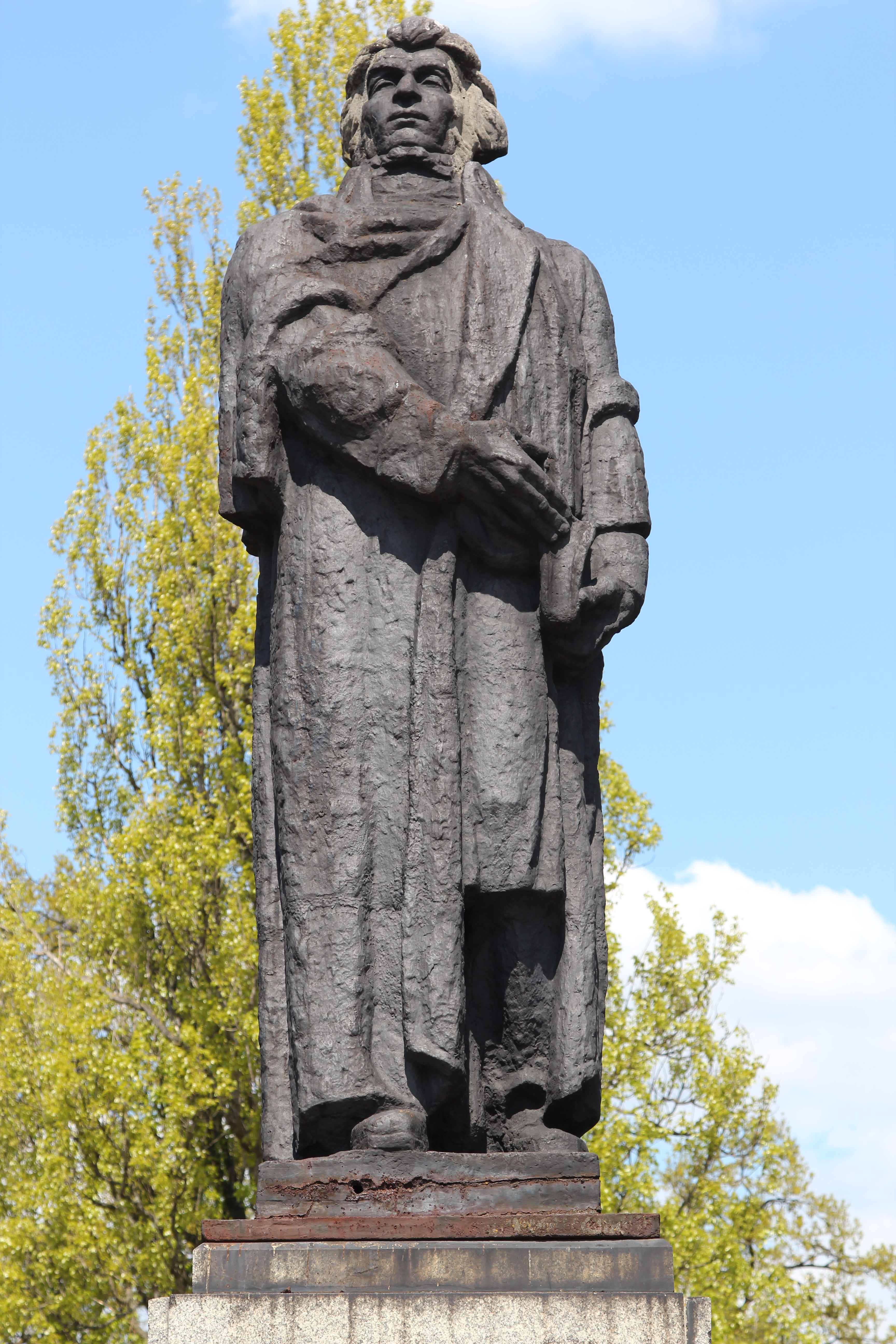
Il monumento a Adam Mickiewicz (progettato da Józef Gosławski)

### Costituente di Gorzow Wielkopolski/Zielona Gora
Membri del Parlamento (Sejm) eletti da questa costituente:
- Dariusz Bachalski, PO
- Andrzej Brachmański, SLD-UP
- Jakub Derech-Krzycki, SLD-UP
- Stanisław Gudzowski, LPR
- Jan Kochanowski, SLD-UP
- Kazimierz Marcinkiewicz, PiS
- Henryk Ostrowski, Samoobrona
- Alfred Owoc, SLD-UP
- Robert Smoleń, SLD-UP
- Franciszek Wołowicz, SLD-UP
- Bogusław Wontor, SLD-UP
- Józef Zych, PSL

## Amministrazione

### Gemellaggi
- Cava de' Tirreni
- Eberswalde
- Francoforte sull'Oder
- Hazleton (Pennsylvania)
- Herford
- Jönköping
- Teramo